# Старые Санны
Старые Санны (баш. Иҫке һынны) — село в Благоварском районе Башкортостана, относится к Первомайскому сельсовету.

## Географическое положение
Расстояние до:
- районного центра (Языково): 25 км,
- центра сельсовета (Первомайский): 4 км,
- ближайшей ж/д станции (Буздяк): 21 км.

## История
Село было основано под названием Ильчимбетово башкирами Канлинской волости Казанской дороги на собственных вотчинных землях.

## Население
| 2002 | 2009 | 2010 |
| ---- | ---- | ---- |
| 345  | ↗428 | ↘417 |

Согласно переписи 2002 года, преобладающая национальность — башкиры (81 %).

## Религия
В селе есть мечеть.

## Известные уроженцы
- Давлетбаев, Мирас Ибрагимович (род. 1949) — живописец.
- Давлеткулова, Ануза Шарифулловна (18 сентября 1929 года – 19 января 2025) — почтальон Уфимского почтамта, Герой Социалистического труда, заслуженный связист Башкирской АССР (1974), мастер связи СССР (1969).
- Сагитов, Нургали Хабибуллович (1905—1971) — селекционер. Кандидат сельскохозяйственных наук (1951).
- Хангильдин, Васик Хайдарович (1907—1998) — селекционер. Доктор сельскохозяйственных наук (1974), профессор (1961), Заслуженный науки Башкирской АССР (1963).
- Хуснутдинов, Усман Хуснутдинович (Усман Хусни; 1895—1948) — языковед.